# Michael Piller
Michael Piller (Port Chester, 30 mei 1948 – Los Angeles, 1 november 2005) was een Amerikaans scenarioschrijver en televisieproducent.

## Loopbaan
Piller zijn beide ouders waren schrijvers, zijn vader was een scenarioschrijver en zijn moeder een songwriter. Hij wilde ook schrijver worden maar een leraar raadde hem dat af. Na zijn studies ging hij aan de slag als journalist voor CBS News en enkele andere nieuwszenders. Aan het eind van de jaren zeventig verhuisde hij naar Los Angeles en werd er censor en later programming executive bij de televisiezender CBS. In die periode was hij ook aan het schrijven en hij bood een script aan voor de televisieserie Cagney and Lacey dat gekocht werd. Hij verkocht ook een script voor de detectiveserie Simon & Simon. Hij werd bij deze laatste aangenomen en werkte er drie jaar als producent.
In 1989 werd hij gevraagd door een bevriend schrijver om mee te werken aan een aflevering van Star Trek: The Next Generation. Samen met Michael Wagner schreef hij de aflevering "Evolution". Nadat Wagner de show na het tweede seizoen verliet, werd Piller uitvoerend producent. Hij zorgde er ook voor om Ronald D. Moore aan boord te halen nadat hij Moore's script voor de aflevering "The Bonding" had gekocht.
Piller verliet in 1992 de staff van The Next Generation om te gaan werken voor een nieuwe Star Trek serie, Star Trek: Deep Space Nine, waar hij de pilootaflevering "Emissary" voor schreef, die in januari 1993 uitgezonden werd. Hij bleef er zeven jaar lang, tot aan het einde van de serie. Vanaf 1994 werkte hij ook mee aan Star Trek: Voyager, die in januari 1995 zijn debuut maakte op de Amerikaanse televisie. In 1998 schreef hij het script voor de film Star Trek: Insurrection en was co-producent. Andere televisieseries waaraan hij meewerkte zijn onder meer Miami Vice, The Dead Zone en Wildfire.
Michael Piller stierf in 2005 op 57-jarige leeftijd aan de gevolgen van kanker. Hij was gehuwd en heeft twee kinderen. Hij won in zijn carrière twee Emmy Awards in de journalistiek.